# In Too Deep
In Too Deep песма је српске поп и соул певачице Тијане Богићевић са којом jе представљала Србију на Песми Евровизије 2017. у Кијеву. Иза српске песме стоји искусан евровизијски ауторски тим који чине музички продуценти, композитори и оснивачи "Symphonix International"-а Борислав Миланов, Бо Першон, Јохан Алкенас и Лиса Ен-Мари Линдер.

## Порекло и издање
"Песма је светска, али има балкански елемент. Требало нам је два-три месеца да нумера буде готова. 'Песма Евровизије' је модернизована у последњих неколико година. Представљају се нове идеје, квалитет је на високом нивоу и читаво такмичење иде напред, у будућност

—Борислав Миланов, аутор песме
27. фебруара 2017, објављено је да ће Тијана Богићевић представљати Србију на Песми Евровизије 2017. у Кијеву. Њу је интерно изабрала Музичка редакција РТС-а. Инструментални део песме у трајању од 42 секунде објављен је 7. марта и за кратко време га је прегледало преко 250 хиљада људи. Спот је објављен 11. марта на званичном евровизијском каналу.

## Српска верзија
Српска верзија, под називом Твоја, објављена је 2. маја. Осим језика, верзија је и музички другачија, уз звуке виолончела, виолине и клавира. Атмосфера је интимнија, и како наша представница сама каже – "ово је права снажна српска балада, са пуно емоција". Аранжман и текст за песму Твоја потписује Душан Алагић.

## Списак песама
| №  | Назив | Трајање |  |
| 1. |       | 3:07    |  |

## Историја објаве
| Регија      | Датум           | Формат               | Издавачка кућа |
| ----------- | --------------- | -------------------- | -------------- |
| Широм света | 10. април 2017. | Дигитално преузимање |                |